# Бандуровка (Кировоградская область)
Банду́ровка (укр. Бандурівка) — село в Пантаевской поселковой общине Александрийского района Кировоградской области Украины.
Население по переписи 2001 года составляло 694 человека. Почтовый индекс — 28036. Телефонный код — 5235. Код КОАТУУ — 3520381301.